# Forró do Muído
Forró do Muído é uma banda de forró eletrônico, idealizada pela A3 Entretenimento, em 2007. No início, a banda foi formada pelas irmãs baianas Simone Mendes e Simaria Mendes, ex-vocalistas de Frank Aguiar, e por Binha Cardoso.
A banda ficou bastante popular no Nordeste no início da década de 2000, especialmente nos estados do Ceará e do Rio Grande do Norte. Em 2012, as irmãs Simone & Simaria saíram da banda Forró do Muído e iniciaram carreira dupla.
Em 2013, a Banda foi adquirida pela empresa de eventos TN Produções, sob a liderança de Antônio Neto, conhecido como Toinho. Em novembro, Nathália Calasans, ex-cantora da banda Saia Rodada, foi anunciada como a nova vocalista do grupo.

## Formações
O primeiro integrante selecionado para a banda foi o vocalista Binha Cardoso. Em 2007, as irmãs Simone e Simaria assumiram, junto com ele, os vocais do grupo, após sete anos como backing vocalists de Frank Aguiar. Em março de 2011, Binha Cardoso anuncia sua saída da formação, passando a integrar o grupo Forró Boca a Boca, da mesma empresa que havia reunido o Forró do Muído.[carece de fontes?] Para o lugar de Binha, foi escolhido Arnaldo Merlotto, conhecido como "Naldinho", que estreou na banda ainda no mesmo mês.
Seis meses depois a banda sofre uma reviravolta. Em setembro de 2011, Binha Cardoso anunciou a volta para a formação do grupo. Com isso, Naldinho deixou a banda. Mas a maior mudança ocorreu em fevereiro do ano seguinte. Na ocasião, Simone e Simaria anunciaram que não fariam mais parte do grupo após finalizar compromissos assumidos para o Carnaval, seguindo assim, para uma carreira como dupla. A saída das irmãs da banda levou a protestos dos fãs nas redes sociais. No Twitter, foi lançada a hashtag #SimoneeSimariaAsVerdadeirasCOLEGUINHAS, que ficou entre os assuntos mais comentados do microblog.